# 1983 (Lucio Dalla)
1983 è il decimo album in studio del cantautore italiano Lucio Dalla, pubblicato nel 1983.

## Descrizione
1983 fu l'ultimo album in studio che Dalla incise con buona parte dei musicisti che l'accompagnavano stabilmente dal 1979, anche in concerto, e che nel frattempo (settembre 1982) si erano affacciati autonomamente sul mercato discografico come Stadio, con l'omonimo album d'esordio nel quale lo stesso Dalla figura come ospite. Il tastierista e cantante del gruppo, Gaetano Curreri è qui coautore del brano Noi come voi.
Per quanto riguarda alcuni arrangiamenti, il disco inaugurò la collaborazione fra Dalla e Mauro Malavasi, che proseguì più compiutamente sul successivo album Viaggi organizzati (1984).
Il brano Camion contiene effetti sonori registrati con la tecnica dell'olofonia.

## Accoglienza
In Italia, l'album debuttò al 6° posto della Hit Parade il 30 aprile 1983 e il 21 maggio seguente raggiunse la vetta della classifica che mantenne stabile per sette settimane per poi restarne altre dieci nei top 10. Risultò complessivamente il terzo album più venduto dell'anno.

## Tracce
Testi e musiche di Lucio Dalla, eccetto dove indicato.
Lato A
1. 1983 – 5:56
2. Pecorella – 5:04
3. L'altra parte del mondo – 6:27

Durata totale: 17:27
Lato B
1. Camion – 5:39
2. Noi come voi – 3:59 (musica: Dalla, Gaetano Curreri)
3. Stronzo – 3:57
4. Solo – 5:20

Durata totale: 18:55

## Formazione
- Lucio Dalla – voce, fiati, pianoforte
- Gaetano Curreri – tastiere, cori
- Fabio Liberatori – tastiera, arrangiamento archi
- Mauro Malavasi – tastiera, cori
- Marco Nanni – basso
- Ricky Portera – chitarra
- Giovanni Pezzoli – batteria
- Sandro Comini – trombone, percussioni
- Enzo Soffritti – tromba
- Rudy Trevisi – sassofono, arrangiamento fiati
- Lalla Esposito – cori
- Giulia Fasolino – cori
- Noemi Hackett – cori